# Spoorlijn Amsterdam - Elten
De Rhijnspoorweg of spoorlijn Amsterdam – Elten is de eerste spoorlijn die is aangelegd door de Nederlandsche Rhijnspoorweg-Maatschappij; Elten is een plaats in Duitsland op 25 km afstand van Arnhem. De lijn is met enige wijzigingen nog steeds in gebruik; het traject Amsterdam – Utrecht – Arnhem is een schakel in het Nederlandse intercitynet, en het deel naar Elten is een druk gebruikte verbinding met Duitsland.
De spoorlijn liep van het Amsterdamse Weesperpoortstation via Utrecht naar Arnhem. Het gedeelte tussen Amsterdam en Utrecht is geopend in december 1843. In juni 1844 werd de lijn verlengd tot Driebergen, in maart 1845 tot Veenendaal en in mei 1845 werd de rest van de lijn naar Arnhem in gebruik genomen. Tussen Driebergen en Veenendaal moest de lijn de Utrechtse Heuvelrug doorsteken en werd het zand afgegraven, op die plaats naast het spoor werd vervolgens tot 2001 door de spoorwegen in zanderij Maarn ophoogzand afgegraven voor aanleg en onderhoud van spoorlijnen. Van 1901 tot 1939 was in de zanderij een rangeerterrein ingericht.
De spoorlijn is oorspronkelijk breedsporig aangelegd. De verbouwing tot normaalspoor vond plaats in 1855, zo kon de spoorlijn bij Emmerich aangesloten worden op het Duitse spoorwegnet. Vanaf 1856 konden de treinen vanaf de spoorlijn Amsterdam – Arnhem via Zevenaar, Station Elten en Emmerich doorrijden richting Oberhausen, Duisburg en Düsseldorf.
Het Amsterdamse Centraal Station vormt vanaf 1889 het beginpunt voor de meeste treindiensten naar Utrecht en verder. Met het gereedkomen van de Spoorwegwerken Oost in 1939 werd het Weesperpoortstation gesloten. Een jaar eerder was het traject Amsterdam – Arnhem geëlektrificeerd. In 1966 volgde het traject naar Emmerich. De locwissel van doorgaande internationale treinen werd verplaatst van Arnhem naar Emmerich. Met de komst van de ICE-treinstellen en meerstromige locomotieven voor het goederenvervoer wordt Emmerich vaker voorbijgereden.
De spoorlijn vormt een van de belangrijkste schakels in het Nederlandse spoorwegvervoer, zowel nationaal als internationaal. Om deze reden is het traject, vooral tussen Amsterdam en Utrecht, veelvuldig verbouwd. Met de elektrificatie kon de treindienst aanzienlijk worden versneld en met de Spoorwerken Oost werd de verbinding met het Amsterdamse Centraal Station verbeterd. In de jaren 70 werd in Amsterdam de metrolijn naar Amsterdam-Zuidoost aangelegd. Van voor het Amstelstation tot voorbij de voorstadshalte station Amsterdam Holendrecht ligt de metrolijn met acht stations tussen de sporen van de Rhijnspoorweg. In 1993 kwam het overstapstation Duivendrecht gereed, hiermee werd de reistijd per spoor tussen Utrecht en Schiphol aanzienlijk verkort. Ruim 10 jaar later kwam de Utrechtboog gereed waarmee station Duivendrecht een groot deel van zijn functie verloor. De reis Utrecht – Schiphol werd sneller gemaakt door het wegvallen van de overstap. In 2007 werd het viersporige traject tussen Amsterdam Bijlmer ArenA en Utrecht Centraal in gebruik genomen.
Hoewel het de bedoeling was de oude Rhijnspoorweg te verbouwen tot hogesnelheidslijn, bleef het voorlopig bij de viersporigheid van het traject tussen Amsterdam en Utrecht. Tussen Utrecht en Arnhem werd de spoorlijn op enkele punten aangepast.

## Geschiedenis
De spoorlijn van Amsterdam Weesperpoort naar Utrecht en Arnhem werd tussen 1843 en 1845 aangelegd. Voor de spoorwijdte koos men aanvankelijk voor dezelfde wijdte als de HIJSM had gebruikt bij de aanleg van de Oude Lijn, 1945 mm. Om aan te kunnen sluiten op het Duitse spoorwegnet was echter de daar gebruikte spoorwijdte van 1435 mm nodig. Om deze reden werd de wijdte van de spoorlijn aangepast tot 'normaalspoor' alvorens het traject naar de Duitse grens werd aangelegd. In 1856 werd de Rhijnspoorweg in Elten op het Duitse spoorwegnet aangesloten. In 1855 legde de maatschappij ook een zijtak naar Rotterdam aan. Hiermee werd Utrecht het eerste station waar meerdere spoorlijnen samenkwamen.
In 1869 legde de maatschappij tussen Breukelen en Harmelen nog een verbindingsbaan aan, om zo rechtstreeks treinvervoer tussen Amsterdam en Rotterdam mogelijk te maken en zo de concurrentiepositie tegenover de HIJSM te verbeteren.
In 1889 kwam het nieuwe Amsterdamse Centraal Station gereed. Hier kwamen de spoorlijnen van de HIJSM, de Oude lijn, de Oosterspoorweg en Staatslijn K uit Noord-Holland samen. De NRS bleef vooralsnog gebruikmaken van het kopstation Weesperpoort. Wel was er in 1880 een verbindingsbaan aangelegd naar het tijdelijke Station Amsterdam Oosterdok. Na de opening van het Centraal Station maakten vooral internationale treinen gebruik van deze verbindingsbaan. Er werd echter ook nog gestopt op het kopstation Weesperpoort en speciaal voor de eerste en laatste kilometers werd dan een extra locomotief aan de andere kant van de trein gezet om tijdverlies door rangeren te voorkomen.
In 1890 werd de NRS overgenomen door de Maatschappij tot Exploitatie van Staatsspoorwegen (SS). Als gevolg hiervan kreeg de HIJSM het recht op medegebruik van een aantal spoorlijnen van de SS, waaronder de lijn naar Rotterdam.
In het kader van de Spoorwegwerken Oost werden in 1939 de laaggelegen spoorlijnen in Amsterdam-Oost vervangen door hooggelegen sporen. De vele overwegen werden hierbij vervangen door viaducten. Het laaggelegen Weesperpoortstation en de verbindingsbaan tussen het station en het Centraal Station werden hierbij gesloten. De functie van het station werd overgenomen door het Amstelstation dat een kilometer zuidoostelijker, op de nieuwe spoordijk, gebouwd werd. Met de Spoorwegwerken Oost werd ook de verbindingsbaan tussen Duivendrecht en het rangeerterrein in de Watergraafsmeer in gebruik genomen.
In 1976 werd tussen Duivendrecht en Abcoude de verhoogde spoorbaan in gebruik genomen die gezamenlijk met de Oostlijn van de Amsterdamse metro werd aangelegd. Hierbij werd de spoorbaan naar het oosten verlegd, waarbij de metro de binnenste sporen bereed en de treinen de buitenste sporen.
Tot Abcoude werden alle overwegen vervangen door viaducten. Daar de wegen en fietspaden ten zuiden van Holendrecht en in de latere De Hoge Dijk pas begin jaren 80 werden aangelegd leidden de laatste viaducten de eerste jaren over "niets". Een van de viaducten was voorzien voor het doortrekken van de Rijksweg 6 van Knooppunt Muiderberg tot Knooppunt Holendrecht, en biedt nu ruim baan aan een sloot en een fietspad.
Het Amstelstation verloor in 1972 zijn functie als inhaalstation en vertrekstation van de autoslaaptrein en de middelste sporen gingen naar de in 1977 geopende metro, dit was eveneens het geval op het nieuwe Station Amsterdam Bijlmer. Abcoude, waar de sporen even voor het Gein naar het maaiveld afdaalden, kreeg in 1972 een nieuw station met 4 sporen en 2 eilandperrons en nam de functie van het Amstelstation over als inhaalstation.

### Elektrificatie
Tegelijkertijd met de bouw van de Spoorwerken Oost werd een belangrijk deel van het Nederlandse spoorwegnet, het zogeheten Middennet geëlektrificeerd. Omdat de gehele Rhijnspoorweg tot het Middennet behoorde, werd de spoorlijn al voor de Tweede Wereldoorlog geëlektrificeerd. In 1938 kon over de hele spoorlijn van Amsterdam tot Arnhem met elektrisch materieel worden gereden. Twee jaar later werd het aansluitende traject Arnhem – Nijmegen elektrisch berijdbaar. In 1950 volgde de verbindingsbaan naar de Watergraafsmeer. Drie jaar later volgde het traject Arnhem – Arnhem Velperpoort als onderdeel van de elektrificatie van de spoorlijn Arnhem - Leeuwarden. In 1966 werd ten slotte het resterende traject Arnhem Velperpoort – Emmerich geëlektrificeerd met de Nederlandse spanning (1500 volt) waarbij de locomotiefwissel voortaan in Emmerich plaatsvond in plaats van Arnhem.
In Emmerich was van 1966 tot 25 september 2014 van een aantal sporen de bovenleidingspanning omschakelbaar. Vanuit Nederland was dit 1500 volt en vanuit Oberhausen is dat 15.000 volt. Hierdoor kon de locomotief van de trein op een wachtspoor gezet worden. Na het omschakelen van de bovenleidingspanning kwam een andere locomotief voor de trein en kon deze de reis voortzetten.
De locomotieven van de Betuweroute schakelden vanaf 2007 bij Zevenaar over van de bovenleidingspanning van 25.000 volt op bovenleidingspanning van 1500 volt en gingen hiermee door tot Emmerich, waar ze weer overschakelden op de Duitse bovenleidingspanning van 15.000 volt.
Per 25 september 2014 werd het deel tussen Zevenaar en Elten uitgerust met een spanning van 25.000 volt, waar direct omgeschakeld kan worden naar de Duitse 15.000 volt.

### Beveiliging en seinwezen
De spoorlijn is als enkelspoor aangelegd. Aanvankelijk was er geen blokstelsel, maar in 1869 werd, na het ongeval bij Breukelen in 1868, het Spagnoletti-systeem aangelegd. Dit werd later vervangen door 'blokstelsel II' of 'blokstelsel III'. Bijna alle stations op de lijn hadden, zoals in heel Nederland, een emplacement, en waren beveiligd met een post T en I of met meerdere seinhuizen. Aan de vrije baan waren op de Rhijnspoorweg tussenblokken die werden bemand door blokwachters. Langs de lijn stonden bovendien diverse baanwachterswoningen voor het bedienen van het blokstelsel en de spoorwegovergangen.
Na 1945 en 1946 werden op het baanvak tussen Utrecht en Arnhem armseinen vervangen door lichtseinen van het type lichtseinstelsel '46. Een hoogte seinpaal op de vrije baan en de stations kregen een 3 hoogte lichtsein. Na invoering van het automatisch blokstelsel werden de blokposten langs de vrije baan overbodig. In 1949 kwam het lichtseinstelsel '46 volledig in gebruik op het baanvak tussen Utrecht en Arnhem.
Bij invoering van het automatisch blokstelsel werd ook de stationsbeveiliging eenvoudiger en konden seinhuizen en blokposten worden opgedoekt. De NX-beveiliging deed zijn intrede en voortaan konden verschillende stationsbeveiligingen, onder andere van Driebergen-Zeist en Maarn-goederen vanuit Amsterdam, Utrecht of Arnhem worden bediend. Veenendaal-De Klomp heeft sinds de jaren zeventig geen emplacement meer en is nu een station aan de vrije baan. Inmiddels wordt de lijn aangestuurd middels EBP vanuit Utrecht en Arnhem en is de vrije baan voorzien van een automatisch blokstelsel en ATB.

## Ontwikkelingen vanaf 1999

### Spoorverdubbeling Amsterdam – Utrecht

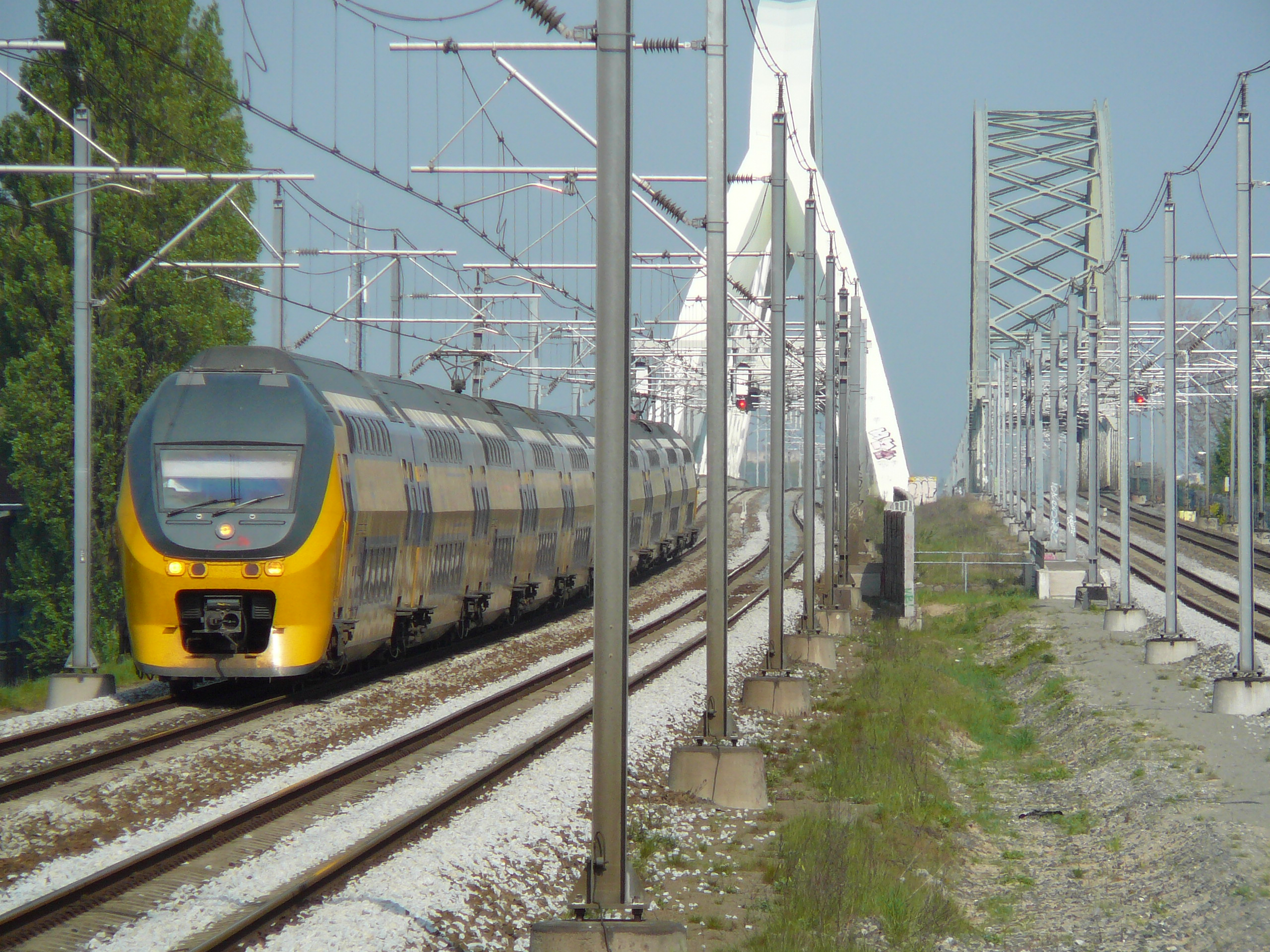
VIRM treinstellen 8743 en 9416 laten, onderweg van Alkmaar naar Maastricht en Heerlen, op 3 mei 2008 de nieuwe Werkspoorbrug achter zich. Rechts is de oude Demka-spoorbrug te zien.

In 1999 werd begonnen aan de verbreding van twee naar vier sporen tussen Amsterdam Bijlmer en Utrecht Centraal. Deze spoorverdubbeling is een project ontwikkeld tijdens het Rail21-plan van de Nederlandse Spoorwegen en uitgewerkt in de integrale studie Corridor Amsterdam Utrecht (CAU) waarbij tegelijk ook studie is gedaan naar de toekomstige capaciteitsbehoefte op de Rijksweg A2 en het Amsterdam-Rijnkanaal op deze corridor. Volgens de oorspronkelijke plannen zou de spoorverdubbeling ook het gedeelte tussen Amsterdam Bijlmer en Amsterdam Muiderpoort omvatten, maar dit deel is vanaf de voorbereidingen van het verdubbelingsproject in 1996 geschrapt. Tussen de metrostations Strandvliet en Bullewijk is het baanvak zelfs zessporig in verband met de aansluiting op de Utrechtboog.
De spoorverdubbeling tussen Amsterdam en Utrecht was een van de redenen voor de grootschalige herziening van de dienstregeling in 2007. De bedoeling was dat het viersporige traject per 10 december 2006 in gebruik werd genomen. Omdat het beveiligingssysteem niet op tijd gereed was, werd de openstelling uitgesteld tot 25 april 2007.
Door de spoorverdubbeling kan op deze lijn het langzame en snelle treinverkeer gescheiden worden. Goederentreinen en stoptreinen rijden over de binnenste twee sporen, de kleinere stations hebben alleen perrons langs deze sporen. De twee buitenste sporen worden gebruikt door Intercity's en internationale treinen.
Het vernieuwde baanvak is ontworpen voor een baanvaksnelheid van 160 km/h op de binnenste sporen en 200 km/h op de buitenste sporen. Het traject is voorzien van ATB-EG en ERTMS niveau 2 met baanseinen. Van juni 2013 tot eind 2014 vond er een pilot plaats om beide treinbeïnvloedingssystemen te testen. Er werd met ERTMS gereden door ICE 3-hogesnelheidstreinen en goederentreinlocomotieven zoals de Siemens ES 64 F4 ofwel de BR 189. Tijdens de ERTMS Pilot op dit baanvak werd er tijdelijk gereden met de speciale Sprinter Light Trains voorzien van een ETCS-systeem. Nadat deze pilot afgelopen was, zijn de ETCS systemen weer uit deze treinen verwijderd.
De belangrijkste nieuwe kunstwerken die in dit project zijn opgenomen:
- de Utrechtboog (voor een directe verbinding Schiphol-Utrecht, geopend in 2006);
- de Werkspoorbrug (een tweede brug over het Amsterdam-Rijnkanaal, naast de bestaande Demka-spoorbrug) in Utrecht;
- een fly-over bij Breukelen voor de aftakking van de lijn in de richting Woerden;
- het Rien Nouwen Aquaduct onder het Gein ter hoogte van Abcoude.

Met de spoorverdubbeling is ook een aantal stations verbouwd. Amsterdam Bijlmer ArenA en Maarssen kregen een nieuw station op dezelfde locatie, de stations Abcoude en Breukelen werden verplaatst. Utrecht kreeg een voorstadshalte, Utrecht Zuilen. In december 2008 is ten slotte de halte Amsterdam Holendrecht tussen Amsterdam Bijlmer ArenA en Abcoude geopend.

### Traject Oost: Utrecht – Arnhem
De lijn tussen Utrecht en Arnhem zou aanvankelijk ook worden uitgebouwd tot HSL-Oost als onderdeel van het Rail 21-concept. Dat plan werd in 2001 afgeblazen en vervangen door een pakket met kleinere maatregelen onder de naam Traject Oost. De maatregelen die in 2006 werden doorgevoerd zijn:
- Blokken verkleinen, zodat de treinen elkaar sneller kunnen opvolgen.
- Verlenging van de perrons van de stations Driebergen-Zeist, Veenendaal-De Klomp en Ede-Wageningen.

## Stations en gebouwen

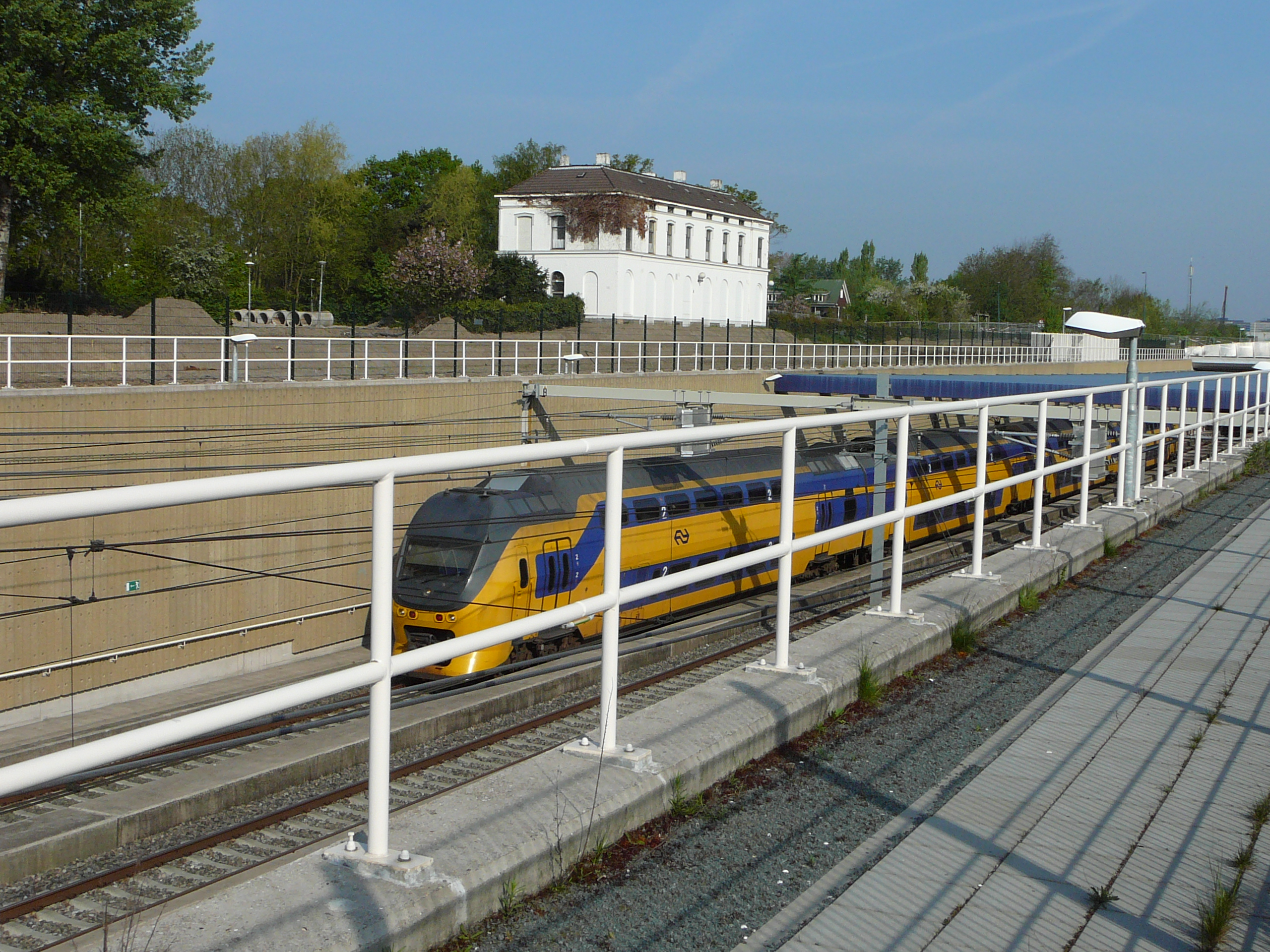
VIRM treinstel 9406 is op 3 mei 2008 onderweg van Schiphol naar Eindhoven. Het stel rijdt hier over de nieuwe sporen onder het Gein door. Op de achtergrond het bewaard gebleven eerste stationsgebouw van Abcoude.

De NRS bouwde maar weinig stationsgebouwen langs de spoorlijn. Belangrijke reden hiervoor was dat de maatschappij directieketen langs de spoorlijn, na het gereedkomen van de lijn verbouwde tot stationsgebouwtjes. Amsterdam, Utrecht, Arnhem, Duiven en Zevenaar kregen bij de opening van de spoorlijn wel echte stationsgebouwen. Later werden ook de meeste keten vervangen door stationsgebouwen. Als eerste kreeg Driebergen in 1864 een echt stationsgebouw. Drie jaar later werd het stationsgebouw van Arnhem vervangen door nieuwbouw. In die periode werden vanuit Arnhem de Staatslijnen naar Leeuwarden en Nijmegen aangelegd. Door het nieuwe gebouw konden NRS en SS hier gebruikmaken van één gezamenlijk station.
Station Nieuwersluis kreeg in 1868 een volwaardig stationsgebouw. Drie jaar later gevolgd door Abcoude. In 1872 werd in Breukelen de keet vervangen door een stationsgebouw. Ede kreeg in 1877 een eilandstation als opvolger van de directiekeet. De stations Maarssen en Loenen-Vreeland volgden pas in 1890. De stations Wolfheze en Westervoort kregen ten slotte in 1899 een volwaardig stationsgebouw. Van alle genoemde 19e-eeuwse stationsgebouwen is alleen dat van Wolfheze nog als zodanig langs de Rhijnspoorweg te vinden. Ook het stationsgebouw van Abcoude is bewaard gebleven. Het gebouw staat nog op dezelfde plek, maar het spoor is in 2007 ongeveer 30 meter verplaatst en duikt vlak bij het gebouw door middel van een aquaduct onder het riviertje het Gein. Het huidige station van Abcoude bevindt zich aan de andere zijde van het water.

### Nieuwe stations
In Maarn werd in 1895 een nieuw station geopend. Het bijbehorende stationsgebouwtje werd al in 1909 vervangen door nieuwbouw. Dit gebouw bestaat nog, maar door de verplaatsing van het station, is het sinds 1972 een gebouwtje langs de vrije baan. In 1901 kreeg de in 1868 geopende halte Bunnik een stationsgebouwtje. Het station werd in 1938 gesloten, het gebouw werd twintig jaar later gesloopt. In 1972 werd het station heropend. 15 jaar later werd er een keet neergezet voor de kaartverkoop en herhaalde de geschiedenis zich.
Tegelijkertijd met de Spoorwerken Oost werden in Amsterdam twee nieuwe stations gebouwd. De stations Muiderpoort en Amstel kregen in 1939 opvallende stationsgebouwen van meerdere verdiepingen. Dit was nodig omdat het spoor hier een paar meter boven straatniveau ligt. Het Muiderpoortstation kreeg tevens perrons aan de spoorlijn naar Hilversum en werd hiermee een zogenaamd vorkstation. Op de twee middelste sporen van het Amstelstation hebben de treinen in 1977 plaatsgemaakt voor de Amsterdamse metro. Door de Spoorwerken werd het Weesperspoorstation in 1939 gesloten en gesloopt.

### Na de Tweede Wereldoorlog
In de Tweede Wereldoorlog werd het station van Arnhem zwaar getroffen. In 1954 kwam het nieuwe stationsgebouw gereed. Dit gebouw leek enigszins op het 15 jaar oudere Amstelstation. In 2006 en 2007 is het gebouw gesloopt om plaats te maken voor nieuwbouw. In 2006 is om deze reden een tijdelijk stationsgebouw geopend. Het zeskantige gebouwtje dat in 1954 aan de Sonsbeekzijde is geplaatst, is bewaard gebleven en in 2007 verplaatst naar Park Presikhaaf. In 1953 kreeg de Arnhemse voorstadshalte Velperpoort een opvallend stationsgebouwtje. Dit bestaat nog steeds. De functie is echter in 1988 overgenomen door een nieuw gebouwtje.
Als gevolg van naoorlogse grenscorrecties was het Duitse Elten tussen 1949 en 1963 aan Nederland toegevoegd. Station Elten werd hiermee een onderdeel van het Nederlandse deel van de spoorlijn. Het station werd in 1949 door de Deutsche Reichsbahn overgedragen aan de Nederlandse Spoorwegen. Bij de teruggave van Elten aan de Bondsrepubliek in 1963, werd het station eigendom van de Deutsche Bundesbahn, de opvolger van de Reichsbahn in de Bondsrepubliek.

### Moderniseringen
In 1962 werden de oude stationsgebouwen van Driebergen-Zeist, Zevenaar en Veenendaal-De Klomp vervangen door nieuwbouw. In De Klomp werd tot die tijd nog de oude directiekeet uit de aanlegperiode gebruikt.
In Utrecht stond nog het stationsgebouw dat hier door de NRS was neergezet. Het gebouw was in de loop der jaren ingrijpend gewijzigd. In 1938 werd het door brand verwoest en herbouwd en kreeg hierbij een nieuwe voorgevel naar ontwerp van Sybold van Ravesteyn. In 1970 werd begonnen met de voetgangerstraverse en de aanpak van de gebieden aan beide zijden van het spoor. Er kwamen kantoren, appartementen, parkeergarages, een muziekcentrum en een winkelcentrum. Het stationsgebouw werd in 1975 gesloopt en eigenlijk niet vervangen. In 1989 werd het gebied dat als station gebruikt wordt enigszins verduidelijkt. Het gehele gebied wordt nog altijd aangepast en verbouwd. Tussen 2011 en 2016 vond een grootschalige aanpak van het gehele stationsgebied plaats. Het nieuw geopende Station Utrecht Centraal werd hierbij een zogenaamde OV-terminal.
De uitbreidingen van Amsterdam zorgen ervoor dat de stad in 1971 in stadsdeel Zuidoost een nieuwe halte krijgt: Station Amsterdam Bijlmer. In 1976 werd tussen de halte en het Amstelstation de nieuwe verhoogde spoorlijn in gebruik genomen. Tussen de sporen liggen de twee sporen van de Amsterdamse metro. De halte Bijlmer krijgt net als het Amstelstation een gecombineerde halte waar cross-platform kan worden overgestapt. Het stationsgebouw uit 1976 werd in 2004 gesloopt om plaats te maken voor een veel groter gebouw. Het nieuwe gebouw was in 2006 gereed, het aantal perronsporen voor de treinen is hierbij uitgebreid van 2 naar 6.
In Abcoude werd in 1977 een nieuw stationsgebouw geopend. Het oude stationsgebouw is, zoals vermeld hierbij niet gesloopt. Het station uit 1977 is 30 jaar later met de grond gelijk gemaakt. De treinen stoppen vanaf 2006 bij het nieuwe station aan de andere zijde van het riviertje het Gein. Maarssen kreeg in 1979 een nieuw stationsgebouw. Het in 1938 gesloten station Duiven werd in 1980 heropend en voorzien van een klein standaard stationsgebouwtje. In 1981 werd ook het oude stationsgebouw van Breukelen vervangen door nieuwbouw. Dit werd in 2002 weer gesloopt. Station Ede-Wageningen kreeg in 1984 een nieuw stationsgebouw, dat in 2024 door nieuwbouw is vervangen.

### Nieuwe verbindingen en spoorverdubbeling
In 1993 werd het nieuwe Station Duivendrecht geopend. De Rhijnspoorweg kruist hier de, dat jaar gereedgekomen, Zuidtak van de Amsterdamse Ringspoorbaan. Het station werd een belangrijk overstapstation, voornamelijk voor reizigers tussen Utrecht en Schiphol. Met het gereedkomen van de Utrechtboog in 2006 is deze overstapfunctie grotendeels vervallen en stoppen lang niet alle treinen nog bij het station. Het nabijgelegen station Amsterdam Bijlmer ArenA heeft de functie van intercitystation deels overgenomen.
Door de spoorverdubbeling tussen Amsterdam en Utrecht zijn behalve het genoemde stationsgebouw van Abcoude ook de gebouwen in Breukelen en Maarssen in 2006 vervangen. Datzelfde jaar werd de Utrechtse voorstadshalte Zuilen geopend. De drie genoemde stations maken deel uit van het project Randstadspoor, een toekomstig netwerk van metro-achtige treinverbindingen rondom Utrecht. In Amsterdam is ten slotte in december 2008 de halte Holendrecht geopend.

## Dienstregeling Amsterdam – Utrecht – Arnhem

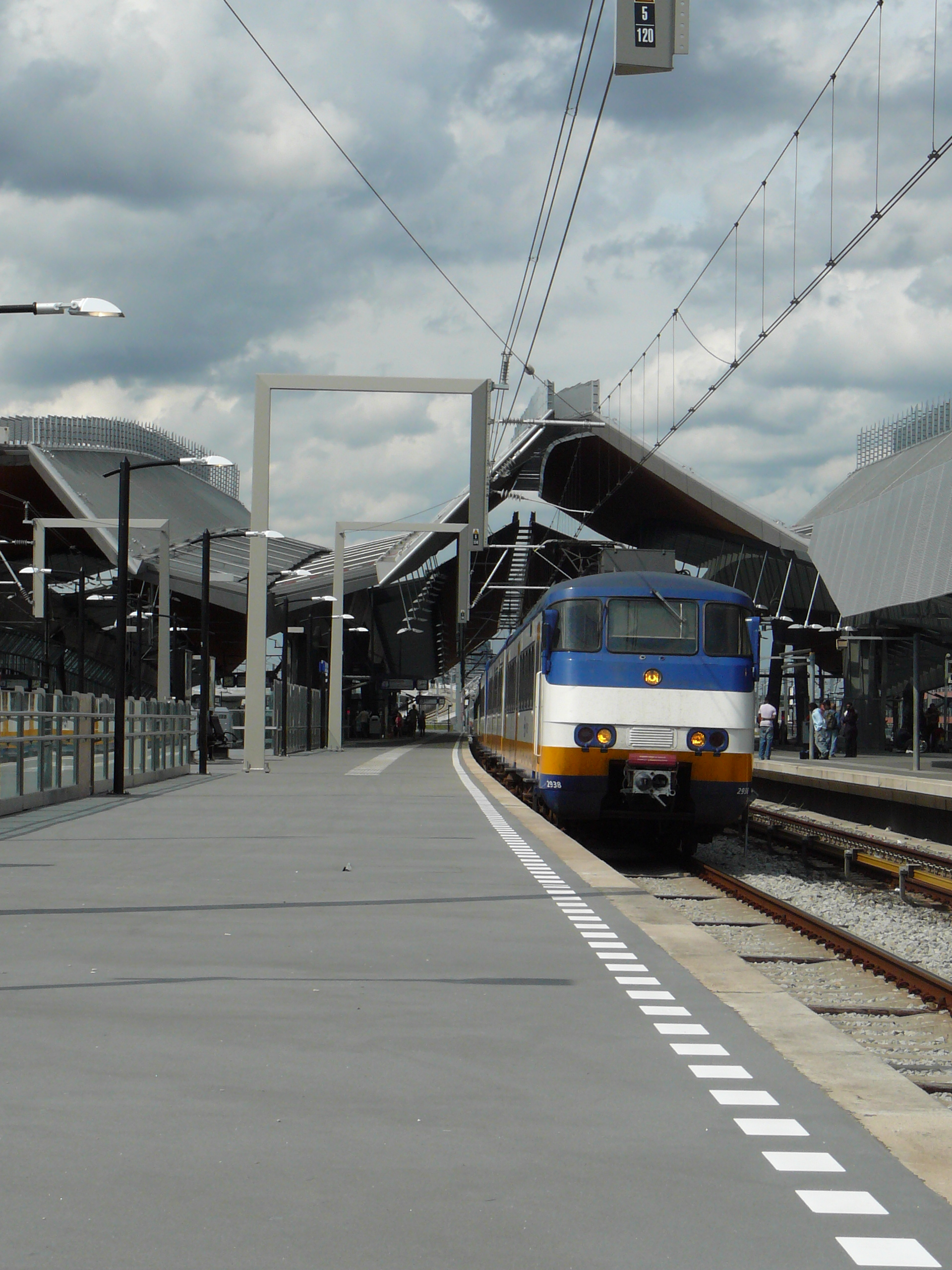
SGMm treinstellen 2938 en 2978 op 19 augustus 2007 onderweg van Alkmaar naar Rotterdam Centraal bij vertrek uit het nieuwe Station Amsterdam Bijlmer ArenA.

De Rhijnspoorweg was aangelegd om een rechtstreekse spoorwegverbinding tussen Amsterdam en Duitsland mogelijk te maken. Vanaf het gereedkomen van de spoorlijn in 1856 werden internationale treinen ingezet. In de loop der jaren steeg het aantal doorgaande sneltreinen tussen Amsterdam en bijvoorbeeld Keulen. Ook voor het regionale forensenvervoer en uitstapjes langs de Veluwezoom en de Utrechtse Heuvelrug werd de spoorlijn steeds belangrijker. Met de opening van het Centraal Station in Amsterdam in 1889 gingen een aantal treinen van de NRS na een stop in het Weesperpoortstation door naar het Centraal Station. Hiervoor moesten deze treinen kopmaken. In eerste instantie stopten alle treinen van de NRS nog bij het Weesperpoortstation. Al snel werd het Centraal Station het beginpunt van de treinen richting Utrecht en reden lang niet alle treinen via het Weesperpoortstation. Met het gereedkomen van de Spoorwerken Oost in 1939 werd het Weesperpoortstation gesloten en kwam een einde aan deze omslachtige situatie.
In diezelfde periode kon de treindienst, mede door het gereedkomen van de elektrificatie in 1938, aanzienlijk worden versneld. Al snel reden de sneltreinen over het traject tweemaal per uur. Een aantal van deze treinen begon of eindigde in Oberhausen, Keulen of Nijmegen. Van een aantal van de binnenlandse sneltreinen werd een gedeelte in Utrecht afgekoppeld wat doorreed naar Den Haag en/of Rotterdam. Daarnaast reed eenmaal per uur een stoptrein over het gehele traject. Tussen Amsterdam en Utrecht reden tevens de sneltreinen naar het zuiden van het land (’s-Hertogenbosch en verder) en tussen Amsterdam en Breukelen de stoptreinen naar Rotterdam.

### Spoorslag '70
Met de invoering van de consequente dienstregeling bij Spoorslag '70 veranderde de treindienst op het traject niet veel. Eenmaal per uur reed een intercity tussen Amsterdam en Nijmegen, eenmaal per twee uur een intercity tussen Amsterdam en Keulen en eenmaal per twee uur een intercity van Amsterdam naar Arnhem. Samen met de intercity's naar Zuid-Limburg ontstond er tussen Amsterdam en Utrecht een consequente kwartierdienst met intercity's.
De stoptreinen reden vanaf 1970 eenmaal per uur tussen Amsterdam en Dieren-Doesburg en eenmaal per uur tussen Den Haag / Rotterdam en Nijmegen. Daarnaast bleven de stoptreinen tussen Amsterdam en Rotterdam eenmaal per uur rijden. Na enkele jaren werd de stoptreindienst gewijzigd in de halfuurdienst Den Haag / Rotterdam – Zutphen / Nijmegen. Hierbij werd tussen Gouda en Arnhem gecombineerd gereden. Tussen Amsterdam en Utrecht reed elk half uur een aparte stoptreindienst. In 1981 is de Veenendaallijn heropend, hierdoor kwamen ook de stoptreinen Utrecht – Rhenen tussen Utrecht en De Haar aansluiting over het traject te rijden.

### IC '90 en koppeling treindiensten
Per 2 juni 1991 werden de zogenaamde IC'90 treinen ingevoerd. Deze extra spitstreinen gingen rijden tussen Den Haag / Rotterdam en Arnhem / Nijmegen. Door de aansluiting op de intercity's tussen Zandvoort en Limburg in Utrecht was er in de spits dus een snelle kwartierdienst over de gehele Rhijnspoorweg mogelijk. Om deze opzet mogelijk te maken werd de doorgaande stoptreindienst in Utrecht geknipt. Daarnaast reden de stoptreinen niet meer naar Nijmegen.
Eveneens in 1991 werden de internationale intercitytreinen vervangen door EuroCity's, deze reden in een eigen tijdsschema zodat ter vervanging extra intercity's tussen Amsterdam en Arnhem gingen rijden.
In 1993 is de intercitydienst tussen Amsterdam en Arnhem / Nijmegen gekoppeld aan de intercitydienst tussen Den Helder en Amsterdam. Belangrijk voordeel was dat beide treinseries niet meer in Amsterdam hoefden te keren. Een ander voordeel was de rechtstreekse verbinding tussen Noord-Holland en Utrecht. In 1996 werd de stoptreindienst Amsterdam – Utrecht aan de stoptreindienst Amsterdam – Uitgeest gekoppeld. Vanaf 1998 rijden alle intercity's na Arnhem door naar Nijmegen. In datzelfde jaar gingen de IC'90 treinen ook buiten de spits in een halfuurdienst rijden. De treinen reden hierbij gekoppeld tot Gouda waarna één deel naar Den Haag en één deel naar Rotterdam reed. In de spits reden deze treinen van en naar Nijmegen. Tussen Amsterdam en Utrecht werden dat jaar extra spitstreinen naar Eindhoven ingevoerd. Deze reden voorheen van en naar Zwolle. De rechtstreekse stoptreindienst tussen Utrecht en Arnhem werd dat jaar buiten de spitsuren opgeheven. Tussen Ede-Wageningen en Zutphen reed voortaan één stoptrein per uur. Reizigers tussen Maarn en Arnhem mogen sindsdien via Driebergen-Zeist reizen. Later verdwenen ook de spitsstoptreinen.

### Vanaf Dienstregeling 2007

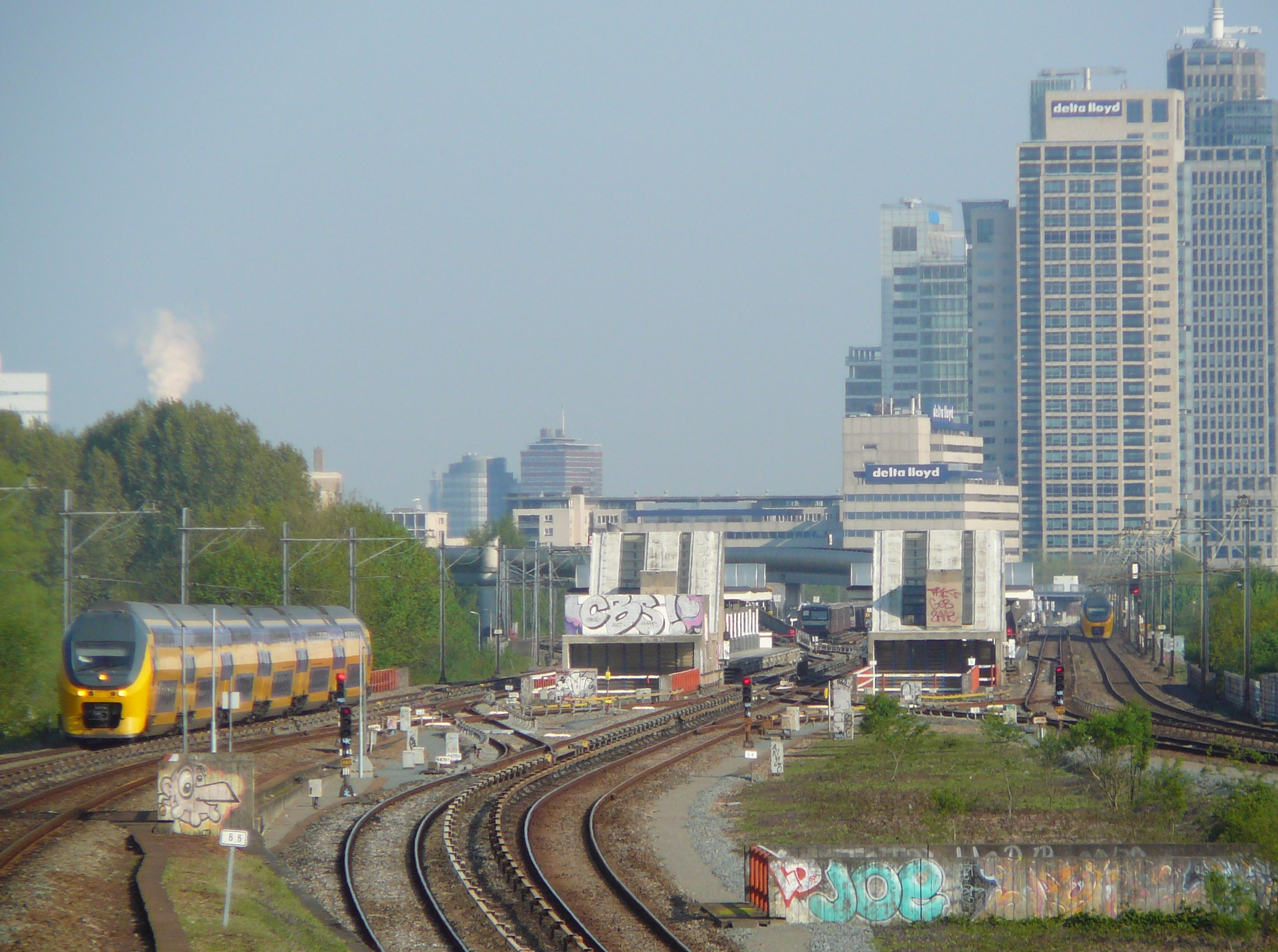
Links: VIRM treinstel 8734 onderweg van Den Helder naar Nijmegen, rechts treinstel 8740 onderweg van Nijmegen naar Den Helder. In het midden de lijnen van de Amsterdamse metro en de halte Van der Madeweg (voorheen Duivendrecht). Op de achtergrond de skyline van de hoogbouw bij het Amstelstation; 3 mei 2008.

Vier maanden na het ingaan van de dienstregeling 2007 werden de Utrechtboog en het viersporige traject tussen Amsterdam en Utrecht in gebruik genomen. De intercitydienst tussen Nijmegen en Den Helder bleef daarbij vrijwel ongewijzigd, terwijl de voormalige spitstreinen tussen Amsterdam en Eindhoven vanaf die datum elk half uur gingen rijden tussen Schiphol en Eindhoven; per december 2008 kwamen daar intercity's Nijmegen – Schiphol bij, die voorheen van Nijmegen naar Den Haag reden. Daarmee rijden er tussen Utrecht en de Utrechtboog in Amsterdam maar liefst acht intercity's per uur: vier daarvan stoppen op Amsterdam Bijlmer en rijden dan naar Schiphol, en de andere vier rijden naar Amsterdam Amstel en Centraal zonder te stoppen op Bijlmer. Tussen Arnhem en Utrecht rijden eveneens vier intercity's, net als voorheen.
De stoptreindienst werd in 2007 enigszins gewijzigd. De stoptreindienst Utrecht – Rhenen werd gewijzigd in Amsterdam Zuid – Rhenen, in de spits aangevuld met extra stoptreinen Utrecht – Veenendaal Centrum. De stoptreinen Amsterdam – Rotterdam gingen voortaan elk half uur rijden en reden vanaf Uitgeest ('s avonds en op zon- en feestdagen vanaf Alkmaar), vanaf de NS-dienstregeling 2008 gekoppeld aan de intercitydienst Amsterdam – Enkhuizen.
Anderzijds reden er sinds de invoering van de dienstregeling 2009 buiten de spits geen rechtstreekse stoptreinen meer tussen Amsterdam Centraal en Utrecht. De stoptreindienst Amsterdam Zuid – Rhenen was namelijk ingekort tot Breukelen – Rhenen, waardoor er geen directe stoptreinverbinding was tussen Utrecht en de voorstadhaltes in Amsterdam. Tussen Breukelen en Utrecht waren twee extra sprinters per uur ingevoegd, zodat daar toen een kwartierdienst reed. In de spits werd deze taak overgenomen door de spitsdienst (sprinter) tussen Amsterdam Centraal en Veenendaal Centrum via Utrecht, zodat er dan toch een verbinding Utrecht-Amsterdam was maar deze stopte niet op Muiderpoort en Amstel in de richting Utrecht. In de loop van 2008 is de stoptreindienst Ede-Wageningen – Zutphen in Arnhem opgeknipt in verband met werkzaamheden aan station Arnhem. De kwartierdienst in de daluren tussen Utrecht en Breukelen verdween later weer en sinds de dienstregeling 2017 is er weer een rechtstreekse halfuur sprinterdienst tussen Utrecht en Amsterdam maar niet in de stille uren wanneer in Breukelen dient te worden overgestapt.

## Dienstregeling Arnhem – Zevenaar
In de periode dat de spoorwegmaatschappijen intensiever gingen samenwerken werd de GOLS-Spoorlijn Winterswijk - Zevenaar in Zevenaar aangesloten op de Rhijnspoorweg. Hierdoor werd een rechtstreekse verbinding tussen Arnhem en de Achterhoek mogelijk. Zevenaar werd dan ook al snel voorbijgereden door de internationale treinen die in Arnhem, later Emmerich, van locomotief wisselden en waar douane-handelingen plaatsvonden. Het station werd een halte aan de regionale spoorverbinding Arnhem – Doetinchem – Winterswijk. Lange tijd reden de treinen op het traject eenmaal per uur naar Winterswijk en in de spits (later de gehele dag en op zaterdag) naar Doetinchem. In de spits reden ook vaak extra treinen tussen Arnhem en Zevenaar.
Van 2001 tot en met 2012 exploiteerde Syntus de treindienst op het traject. De maatschappij reed een halfuurdienst over het gehele traject. In eerste instantie reden in de spits een aantal extra treinen tussen Arnhem en Zevenaar, later is de frequentie op werkdagen verhoogd tot een halfuurdienst tussen Arnhem en Doetinchem. Tussen beide plaatsen rijdt op werkdagen elk kwartier een stoptrein. Syntus startte ook een regionale verbinding tussen Zevenaar en Emmerich. Sinds december 2005 werden in het weekend vier retourritten tussen beide plaatsen gereden. De proef zou twee jaar duren, maar werd wegens de magere belangstelling per 1 juli 2006 gestopt. Deze verbinding keerde terug op 6 april 2017 met treinen van Abellio Rail NRW (per 1 februari 2022 overgenomen door VIAS GmbH), vanaf Zevenaar werd de verbinding echter doorgetrokken naar Arnhem Centraal.
Sinds 9 december 2012 rijden op het traject Arnhem – Doetinchem – Winterswijk treinen van Arriva en Breng, waarbij alleen de Arriva-treinen het deeltraject Doetinchem – Winterswijk bedient.

## Grensoverschrijdend verkeer
De Rhijnspoorweg is aangelegd als internationale spoorverbinding tussen Amsterdam en Duitsland. De spoorlijn heeft vanaf de opening een rol gespeeld in het grensoverschrijdende reizigers- en goederenvervoer. Vanaf de opening van de spoorlijn reden doorgaande sneltreinen tussen Amsterdam en Keulen. Behalve de buurlandtreinen reden er over de spoorlijn ook D-treinen ('Holland-Wien Expres', 'Holland-Italië Expres'), en vanaf 1957 ook Trans Europ Expressen ('Rembrandt', 'Rhein-Main'). Een van de bekendste treinen was de Rheingold, die vanaf 1928 als D-trein reed en vanaf 1965 als TEE-trein van Hoek van Holland en Amsterdam naar Zwitserland.
In 1987 werd het EuroCity-net opgezet. De TEE-treinen werden hierbij opgeheven of vervangen. De EuroCity's namen vaak de oude namen over, maar de naam 'Rheingold' verdween. De buurlandtreinen tussen Amsterdam en Keulen bleven tot 1991 eenmaal per twee uur rijden, toen ze vervangen werden door EuroCity's. De meeste treinen naar verder weg gelegen bestemmingen werden in het begin van de jaren negentig opgeheven. Treinen die overbleven waren de nachttreinen 'Donauwalzer' en 'Schweiz Expres'.
De elektrificatie van het Middennet maakte het mogelijk om tussen Amsterdam en Arnhem de treinen vanaf 1948 door elektrische locomotieven te laten rijden. In Arnhem werd vervolgens van locomotief gewisseld en kwam er een Duitse stoom- of dieselloc voor de trein. In 1966 werd het baanvak Arnhem Velperpoort – Zevenaar – Emmerich geëlektrificeerd. De locwisseling vond sindsdien plaats in Emmerich. Wisseling van conducteurs vond plaats in Arnhem.
Vanaf 2000 zijn de EuroCity's vervangen door ICE-treinen. Door de inzet van ICE 3M-treinstellen voor meerdere spanningen is voor deze treinen locwisseling in Emmerich overbodig geworden. De ICE-treinen reden anno 2012 zeven maal per dag tussen Amsterdam en Frankfurt am Main. Eén trein rijdt door naar Bazel. De nachttreinen op het traject wisselden tot eind 2016 nog wel van locomotief in Emmerich. Een reed er op vrijdag, zaterdag en zondag naar Milaan en Wenen (doch deze trein is opgeheven per december 2009); een andere trein vervoert doorgaande rijtuigen voor het Zwitserse Zürich en het Duitse München, met in de winter verlengingen naar respectievelijk Brig en het Oostenrijkse Innsbruck; ten slotte rijdt er een nachttrein met rijtuigen naar Berlijn, Warschau, Moskou, Kopenhagen en Praag.

### Ook weer lokale treinen
De Deutsche Bahn en NS International (sinds 2014) verzorgen het personenvervoer op dit traject met ICE-treinen. De lokale Duitse treindiensten vanaf Oberhausen eindigden in Emmerich. Op 6 april 2017 zijn de RB 35-treinen van Abellio Rail als RE 19 vanaf Emmerich doorgetrokken naar Arnhem. Sindsdien is er de Rhein-IJssel-Express, een Regional-Express (RE-dienst) tussen Arnhem, Emmerich, Oberhausen en Düsseldorf. Op 1 juli 2019 werd ook station Emmerich-Elten (her)opend (gesloten sinds 1966). Op 1 februari 2022 heeft VIAS Rail de treindiensten van Abellio overgenomen.

## Betuweroute
De Betuweroute sluit ten oosten van Zevenaar aan op de spoorlijn. De Betuweroute is geëlektrificeerd met een spanning van 25.000 volt en 50Hz-wisselstroom en uitgerust met het treinbeheersingssysteem ETCS. Om het meermaals overschakelen van de goederentreinen van zowel het treinbeheersingssysteem als de stroomspanning op te heffen is besloten beide systemen tot de grens toe te passen. De optie om de Duitse 15kV-wisselspanning toe te passen tot Zevenaar is niet gekozen omdat spoorbeheerder ProRail geen ervaring heeft met de Duitse 15kV-wisselspanning. Het bedrijf achtte de risico's met de overgang tussen drie stroomsystemen in Zevenaar te groot. Op 8 december 2014 is het ETCS-beveiligingssysteem geïnstalleerd van de aansluiting Betuweroute tot de Duitse grens. Na de herelektrificatie naar 25kV-wisselspanning op het grensbaanvak moeten alle goederen- en reizigerstreinen uitgerust zijn met 1500V-gelijkspanning, 25kV-wisselspanning en 15kV-wisselspanning. Daarnaast ook met het Nederlandse ATB-, ETCS- en het Duitse PZB.

## Treindiensten
| Serie            | Treinsoort                           | Route | Bijzonderheden |
| ---------------- | ------------------------------------ | --- | --- |
| 100 ICE 43       | Intercity-Express (NS International) | Amsterdam Centraal – Utrecht Centraal – Arnhem Centraal – Oberhausen Hbf – Duisburg Hbf – Düsseldorf Hbf ] / [ Hannover Hbf – Minden (Westf) – Herford – Bielefeld Hbf – Gütersloh Hbf – Hamm (Westf) – Hagen Hbf – Wuppertal Hbf ] – Köln Hbf – Siegburg/Bonn – Frankfurt (Main) Flughafen Fernbahnhof – Mannheim Hbf – Karlsruhe Hbf – Offenburg – Freiburg (Breisgau) Hbf – Basel Bad Bf – Basel SBB | Eén keer per dag tussen Amsterdam en Basel. |
| 120/220 ICE 78   | Intercity-Express (NS International) | Amsterdam Centraal – Utrecht Centraal – Arnhem Centraal – Oberhausen Hbf – Duisburg Hbf – Düsseldorf Hbf – Köln Hbf – Frankfurt (Main) Flughafen Fernbahnhof – Frankfurt (Main) Hbf | Wordt aangevuld door de serie 100 / ICE 43. |
| NJ 40420         | ÖBB Nightjet (ÖBB)                   | Amsterdam Centraal – Utrecht Centraal – Arnhem Centraal – Düsseldorf Hbf – Köln Messe/Deutz – Würzburg Hbf – Nürnberg Hbf – Regensburg Hbf – Wels Hbf – Linz Hbf – Sankt Pölten Hbf – Wien Meidling – Wien Hbf | Rijdt tussen Amsterdam en Nürnberg gekoppeld met NightJet 400. |
| 1400             | Intercity (NS)                       | Utrecht Centraal – Amsterdam Centraal – Schiphol Airport – Den Haag HS – Rotterdam Centraal | Nachtnet. In beide richtingen stopt de eerste trein (in beide richtingen rond 1:30 uur) op Amsterdam Bijlmer ArenA. In de nacht van dinsdag op woensdag zijn er werkzaamheden aan de Westtak. Deze serie stopt dan niet op Schiphol Airport. Dat station wordt dan bediend door intercity 11400.                                                                                              |
| 2700             | Intercity (NS)                       | Maastricht – Sittard – Roermond – Weert – Eindhoven Centraal – 's-Hertogenbosch – Utrecht Centraal – Amsterdam Centraal – Alkmaar – (Den Helder) | Rijdt van maandag t/m donderdag tot 20:00 uur tussen Alkmaar en Maastricht. Rijdt op vrijdag en in het weekend enkel tussen Alkmaar en Amsterdam Centraal. Tijdens de spits rijden 2 ritten in spitsrichting door van/naar Den Helder. Rijdt niet 's avonds na 20:00. Wordt na 20:00 uur, op vrijdag en in het weekend tussen Amsterdam Centraal en Maastricht vervangen door intercity 2900. |
| 2900             | Intercity (NS)                       | Enkhuizen – Hoorn – Amsterdam Centraal – Utrecht Centraal – 's-Hertogenbosch – Eindhoven Centraal – Weert – Roermond – Sittard – Maastricht | Rijdt van maandag t/m donderdag in de vroege ochtend en in de avonduren en rijdt van vrijdag t/m zondag de hele dag en vervangt dan Intercity 3900 tussen Enkhuizen en Amsterdam Centraal en intercity 2700 tussen Amsterdam Centraal en Maastricht. |
| 3000             | Intercity (NS)                       | Nijmegen – Arnhem Centraal – Ede-Wageningen – Veenendaal-De Klomp – Driebergen-Zeist – Utrecht Centraal – Amsterdam Centraal – Zaandam – Alkmaar – Den Helder | Veenendaal-De Klomp wordt alleen na 19:00 bediend door deze serie. |
| 3100             | Intercity (NS)                       | Den Haag Centraal – Leiden Centraal – Schiphol Airport – Amsterdam Bijlmer ArenA – Utrecht Centraal – Veenendaal-De Klomp – Ede-Wageningen – Arnhem Centraal – Nijmegen | Rijdt na circa 22:30, zaterdagochtend tot circa 9:00 en op zondagochtend tot circa 10:00 niet tussen Nijmegen en Utrecht Centraal v.v. Stopt alleen van vrijdag t/m zondag tot circa 19:00 te Veenendaal-De Klomp. |
| 3200             | Intercity (NS)                       | Arnhem Centraal – Ede-Wageningen – Utrecht Centraal – Amsterdam Zuid – Schiphol Airport – Leiden Centraal – Den Haag HS – Delft – Rotterdam Centraal | Stopt niet te Schiedam Centrum. Rijdt alleen van maandag tot en met donderdag tot circa 19:00. |
| 3500             | Intercity (NS)                       | Dordrecht – Rotterdam Centraal – Schiedam Centrum – Delft – Den Haag HS – Leiden Centraal – Schiphol Airport – Amsterdam Zuid – Utrecht Centraal – 's-Hertogenbosch – Eindhoven Centraal – Helmond – Venlo | Rijdt na circa 22:30, op zaterdagochtend tot circa 9:00 en op zondagochtend tot circa 10:00 niet tussen Dordrecht en Utrecht Centraal v.v. |
| 3900             | Intercity (NS)                       | Enkhuizen – Hoorn – Amsterdam Centraal – Utrecht Centraal – 's-Hertogenbosch – Eindhoven Centraal – Weert – Roermond – Sittard – Heerlen | Stopt niet in Zaandam. Rijdt in de avonduren en van vrijdag t/m zondag de hele dag enkel tussen Eindhoven Centraal en Heerlen. Wordt in de avonduren en van vrijdag t/m zondag de hele dag vervangen door intercity 2900. Rijdt van maandag t/m donderdag in de avonduren enkel tussen Sittard en Heerlen en rijdt dan 1x/uur.                                                                |
| 4000             | Sprinter (NS)                        | Uitgeest – Zaandam – Amsterdam Centraal – Breukelen – Woerden – Gouda – Rotterdam Centraal | |
| 7300             | Sprinter (NS)                        | Breukelen – Utrecht Centraal – Driebergen-Zeist – Veenendaal Centrum – Rhenen | |
| 7400             | Sprinter (NS)                        | Uitgeest – Zaandam – Amsterdam Centraal – Breukelen – Utrecht Centraal – Driebergen-Zeist | Rijdt alleen tijdens de brede spitsuren, waarbij net na de ochtendspits en net vóór de middagspits enkel tussen Uitgeest en Utrecht Centraal v.v. wordt gereden. |
| 7500             | Sprinter (NS)                        | Ede-Wageningen – Arnhem Centraal | |
| 20000 RE 19      | Regional-Express (VIAS)              | Arnhem Centraal – Zevenaar – Emmerich-Elten – Emmerich – Wesel – Oberhausen Hbf – Duisburg Hbf – Düsseldorf Flughafen – Düsseldorf Hbf | Rhein-IJssel-Express |
| 21430            | Intercity (NS)                       | Utrecht Centraal – Driebergen-Zeist – Veenendaal-De Klomp – Ede-Wageningen – Arnhem Centraal – Elst – Nijmegen | Nachtnet. Rijdt alleen in de nachten van vrijdag op zaterdag en zaterdag op zondag. Stopt richting Utrecht Centraal niet in Veenendaal-De Klomp en Driebergen-Zeist. |
| 30700 RS 32      | Stoptrein (Hermes)                   | Arnhem Centraal – Doetinchem | Rijdt onder de naam brengdirect en rijdt niet in de avonduren (na 20:00 uur) en het weekend. Verzorgt samen met Arriva een kwartierdienst tussen Arnhem en Doetinchem. |
| 30900 RS 32      | Stoptrein (Arriva)                   | Arnhem Centraal – Doetinchem – Terborg – Winterswijk | Rijdt op zondag ochtend slechts 1x per uur richting Winterswijk. Vormt dan tussen Arnhem en Terborg een 30 minuten dienst met 36900. Op zondag ochtend begint de rit richting Arnhem 1x per uur in Winterswijk en 1x per uur in Terborg. Verzorgt samen met Hermes (die onder de naam brengdirect rijdt) doordeweeks tot 20:00 uur een kwartierdienst tussen Arnhem en Doetinchem.            |
| Nachttrein 32700 | Nachttrein (Arriva)                  | Maastricht – Sittard – Roermond – Weert – Eindhoven Centraal – 's-Hertogenbosch – Utrecht Centraal – Amsterdam Bijlmer ArenA – Amsterdam Zuid – Schiphol Airport | Rijdt alleen in de nacht van vrijdag op zaterdag. |
| 36900 RS 32      | Stoptrein (Arriva)                   | Arnhem Centraal – Doetinchem – Terborg | Rijdt op zondagochtend 1 keer per uur richting Terborg. Vormt dan tussen Arnhem en Terborg een 30 minuten dienst met 30900. Rijdt niet op maandag tot en met zaterdag. Rijdt niet richting Arnhem. |

## Materieelinzet
Na 90 jaar stoomtractie werd in 1934 het nieuwste dieselelektrische stroomlijnmaterieel in de doorgaande treinen tussen Amsterdam en Arnhem geïntroduceerd. De DE 3 treinstellen verdwenen na vier jaar alweer van de Rhijnspoorweg. Na de elektrificatie van het Middennet in 1938 maakten de treinstellen plaats voor hun elektrische soortgenoten. Het Materieel '36 werd vanaf dat jaar op alle lijnen van het Middennet ingezet. Nog tijdens de Tweede Wereldoorlog kregen de treinstellen versterking van het Materieel '40. Tijdens de Tweede Wereldoorlog ging veel spoorwegmaterieel verloren, zo ook het elektrisch stroomlijnmaterieel. In de eerste jaren de Tweede Wereldoorlog kwam dan ook het Blokkendoosmaterieel op de spoorlijn te rijden. Deze treinstammen reden voornamelijk in de stoptreindienst.
In de loop van de jaren vijftig werden de diensten van het vooroorlogse materieel op het Middennet grotendeels vervangen door de nieuwe treinstellen Materieel '46, later versterkt met het Materieel '54. De treinen tussen Amsterdam en Zuid-Limburg werden vanaf 1962 grotendeels met getrokken materieel gereden. Het Materieel '40 keerde in de jaren zestig terug op de Rhijnspoorweg om een spitsslag Amsterdam – Arnhem – Zutphen te rijden.

### Spoorslag '70
Na Spoorslag '70 kreeg de sneltreinverbinding tussen Amsterdam en Nijmegen / Keulen de status van intercityverbinding. De eerste jaren wordt een groot aantal binnenlandse treinen door het Materieel '46 gereden. De treinen naar Keulen worden gereden met Duitse rijtuigen. Tussen Amsterdam en Zuid-Limburg worden voortaan alle intercity's met Plan E-rijtuigen gereden. In 1977 wordt een protoserie van zeven ICM-treinstellen in gebruik genomen. De treinstellen rijden de intercity's tussen Amsterdam en Nijmegen. Als reserve wordt een aantal treinstellen materieel '46 in Nijmegen gestationeerd. De andere intercity's worden inmiddels met het Materieel '54 gereden.
In 1982 vervangen de nieuwe intercityrijtuigen de oude Plan E-rijtuigen in de intercity's naar het zuiden. Twee jaar later verhuizen de ICM-treinstellen naar de verbindingen waar de vervolgseries worden ingezet. De meeste intercity's tussen Amsterdam en Nijmegen worden voortaan met Materieel '54 gereden. Daarnaast rijdt er een enkele trein met getrokken rijtuigen over de Rhijnspoorweg. De stoptreindienst wordt inmiddels gereden met Plan V en Plan T treinstellen.

### IC '90
De IC '90 treinen worden vanaf 1991 gereden door zowel het Materieel '54 als ICM. Twee jaar later wordt de intercitydienst Den Helder – Amsterdam aan de intercitydienst Amsterdam – Nijmegen gekoppeld. Omdat verwacht wordt dat het Materieel '54 de rijtijden op het Noord-Hollandse traject niet zou halen, wordt het Dubbeldeksaggloregiomaterieel op de verbinding ingezet. Daarnaast worden enkele treinen gereden met het oude Dubbeldeksmaterieel en het ICM. In 1995 wordt al het 'oude' dubbeldeksmaterieel in de intercitydiensten vervangen door het nieuwe Dubbeldeksinterregiomaterieel. Ook het Materieel '54 in de IC '90 verbindingen wordt door het materieel vervangen. Hierna verdwijnt ook het ICM binnen enkele jaren uit de reguliere treindienst tussen Amsterdam en Nijmegen. Tussen Rotterdam / Den Haag en Nijmegen blijven de treinstellen nog een aantal jaar rijden. De nieuwe spitstreinen naar Eindhoven die vanaf 1998 op het traject rijden, worden eveneens grotendeels met DD-IRM gereden, daarnaast rijden ook een aantal treinen met ICR en ICM. De intercityrijtuigen verschijnen later ook in de intercitydienst tussen Den Haag en Nijmegen. In de stoptreindiensten rijdt inmiddels ook het Stadsgewestelijk Materieel en het DD-AR materieel.
Vanaf 2007 wordt de treindienst tussen Amsterdam en Zuid-Nederland overgenomen door het Interregiomaterieel. De intercitydiensten tussen Schiphol en Eindhoven en later tussen Schiphol en Nijmegen worden zowel met het DD-IRM als met ICR gereden.

### Materieelinzet Arnhem – Zevenaar
Tussen Arnhem en Winterswijk reden lange tijd stoomtreinen. Tussen 1937 en het begin van de Tweede Wereldoorlog reden tussen Arnhem en Doetinchem echter al enkele dieselmechanische motorrijtuigen serie omBC 2901 - 2908. Deze treinen verzorgden de doorgaande dienst Amersfoort – Ede-Wageningen – Arnhem – Doetinchem. Tijdens en in de jaren na de Tweede Wereldoorlog reden er opnieuw alleen stoomtreinen op het traject. Begin jaren vijftig verschenen de oude DE 3-treinstellen in enkele treindiensten tussen Arnhem en Winterswijk. Begin 1955 werden alle treinen op het traject overgenomen door de Blauwe Engel-materieel. Vanaf 1963 werd de treindienst ook uitgevoerd met Plan U-treinstellen en verscheen in enkele spitstreinen DE5-treinstellen. In 1972 werd de spitsdienst tussen Arnhem en Winterswijk overgenomen door trek-duwtreinen (loc’s serie 2200 met rijtuigen Plan E). De dieselvijfen bleven tot hun buitendienststelling in 1974 wel rijden in de spitsdienst tussen Arnhem en Doetinchem. De trek-duwtreinen bleven tot de zomer van 1987 tussen Arnhem en Winterswijk rijden. Alleen in de zomer van 1983 en in de winter van 1984-1985 werden deze treinen gereden door drie gekoppelde Plan X-treinstellen. Na de zomer van 1987 had het Plan U-materieel de alleenheerschappij op het traject.
Vanaf de jaren negentig tot de overname van de treindienst door Syntus hebben tussen Arnhem en Zevenaar extra spitstreinen gereden. Deze treinen werden voornamelijk gereden met elektrisch reizigersmaterieel, vooral Plan V en Materieel '54. In de zomer van 1996 startte het proefbedrijf met het nieuwe Dieselmaterieel '90 op het traject Arnhem – Doetinchem. In november dat jaar werd ook de treindienst naar Winterswijk met dit materieel gereden. Ook na de overname door Syntus reden nog enkele gehuurde DM '90 treinstellen op dit traject. De dienstregeling werd voornamelijk uitgevoerd met LINT-treinstellen. In december 2012 ging de concessie op het traject Arnhem – Winterswijk over naar Arriva. De concessie voor de spitstreinen tussen Arnhem en Doetinchem ging over naar Breng. Sindsdien rijden beide vervoerders op het traject met treinstellen van het type Stadler GTW.

## Trivia
- Buys Ballot bevestigde in 1845 in een experiment de theorie van het dopplereffect. Hij liet daarin hoornisten op een trein tussen Utrecht en Maarssen langsrijden waarbij de toonhoogten werden beoordeeld.